# Xaxado
Xaxado je skupinový tanec, který se rozvinul v táborech brazilských banditů ve 20. a 30. letech 20. století. Název vznikl podle zvuků vznikajících při pohybu sandálů na písčitém či suchém, prašném podkladu. Portugalská výslovnost je ša-ša-do. První dvě slabiky připomínají zvuky šustivé, způsobené pohybem pravé nohy a poslední slabika označuje zvuk přídupu pravé nohy, často doprovázený úderem pušky o zem.

## Historie
Původ tance není jednoznačně určen. Pro rytmické schéma je poukazováno na portugalský původ, lineární skupinová projekce poukazuje na vliv indiánský. Nejrozšířenějším názorem je smíšení obou vlivů v oblasti brazilského severovýchodu.

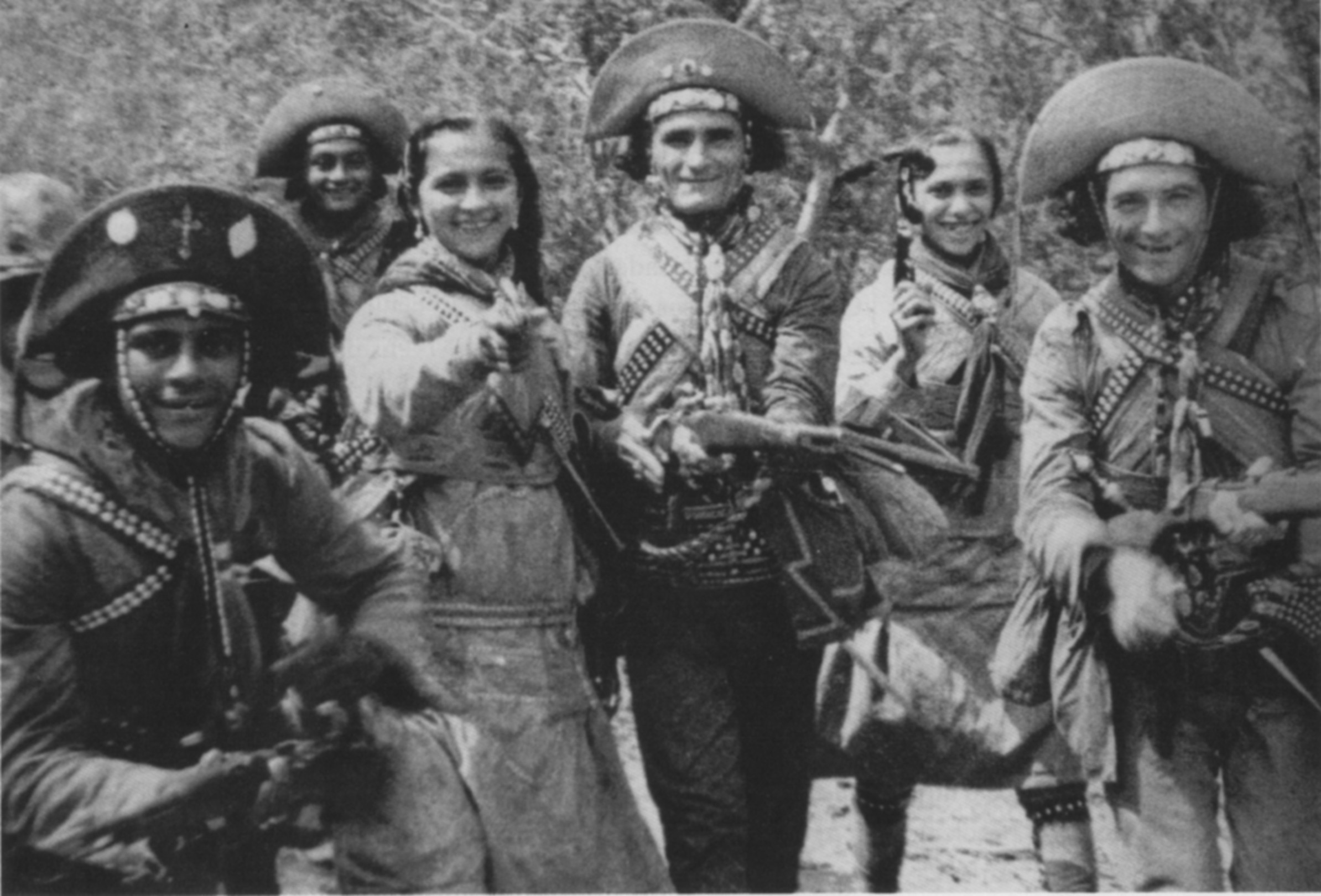
Historický soubor-Lampiãova banda (1932)

V táborech banditů byl používán jako truchlivý i oslavný tanec již v od počátků vzniku bandy, jejímž náčelníkem byl nejslavnější brazilský bandita Lampião. Na počátku se bandité bez hudebního doprovodu pohybovali v krátké vzdálenosti za sebou a pomalu, většinou po spirální cestě, postupovali tábořištěm. V dobách, kdy v táboře ještě nebyly ženy, simulovala partnerku puška. Úder její pažby o zem často doprovázel poslední dobu každého taktu. Později se produkce obohatila o hudební doprovod harmoniky, flétny a trianglu. Po určitém množství taktů se tanečníci zastavili a provolávali výhrůžky a nadávky nepřátelům nebo připomínali statečné skutky a bojové úspěchy pochovávaného zločince. Po dobytí sídel a přerušení telegrafního spojení uspořádali tance xaxado často na návsích či náměstích dobytých míst. Tak se s tancem banditů seznámila veřejnost a mohl být dále rozvíjen i po likvidaci bandy v roce 1938.
Ani pozdější příchod žen do táborů (Maria Bonita) již nedokázal xaxado změnit v párový společenský tanec a zůstal tancem skupinovým.
Největší zásluhu na popularizaci žánru xaxado má slavný brazilský zpěvák, básník a skladatel Luiz Gonzaga (1912–1989).

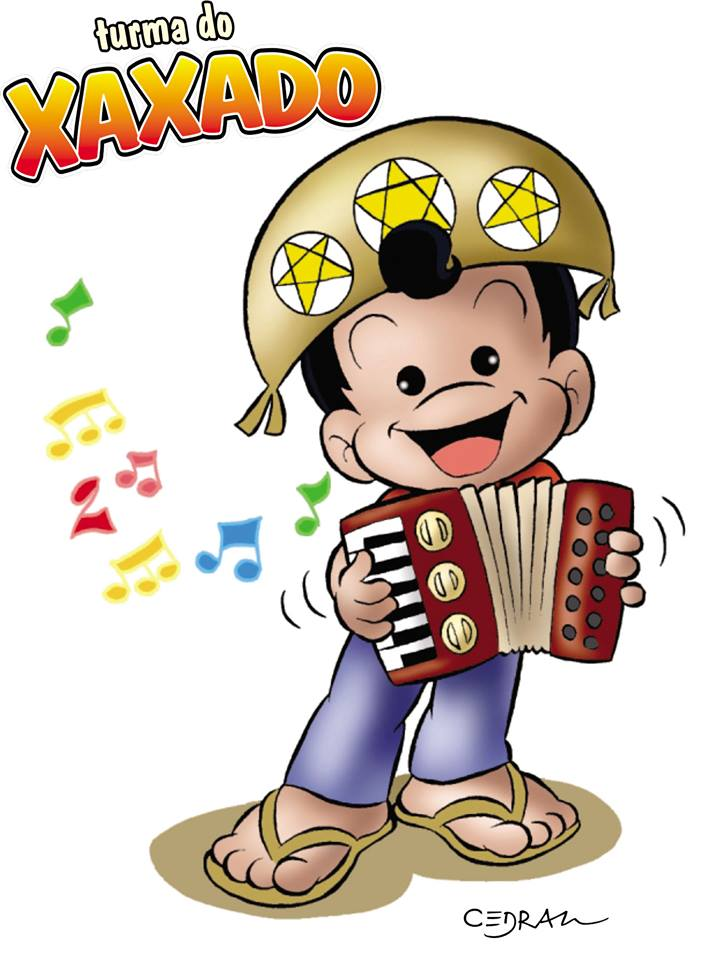
174x174bod

## Provedení
Standardním historickým provedením je pomalý postup skupiny krátkými rychlými kroky ve ¾ taktu. První doba je určena pro posun levé nohy ve směru postupu, druhá pro dva údery ploskou pravé nohy o zem (ša-ša) a třetí doba pro přídup pravé nohy, případně úder puškou o zem (do). Pro úder pušky může být použita také první doba.
Současná choreografie se neomezuje jen na nepřerušovanou posloupnost raz-xaxa-do ve tří čtvrtečním taktu, která umožňuje pouze pomalý postup tanečníků, ale používá dvě základní funkční doby v libovolných intervalech, umožňující větší prostorové využití. Tanec je provozován zejména při místních oslavách a státních svátcích, žánr xaxado je i předmětem vlastních soutěží. Logickým úborem je oblečení banditů Lampiãovy bandy a rozšířenými rekvizitami atrapy zbraní.